# Shamshi-Adad I
Shamshi-Adad (o Samsi-Addu; fl. XIX-XVIII secolo a.C.) fu un capo tribale amorreo che riuscì a costituire un dominio di vaste dimensioni nella parte settentrionale della Mesopotamia.
Giunse a usurpare il trono di Assiria, dove regnò, secondo la cronologia media, tra il 1812 e il 1780 a.C.: si inserì in questa tradizione politica a lui "nettamente estranea" (nello specifico, la dinastia che faceva capo al re Ilushuma) riuscendo peraltro a costituire una rete di rapporti con una serie di staterelli dell'Alta Mesopotamia che gli furono tributari. Ottenne di trasmettere al figlio, Ishme-Dagan I, solo la parte settentrionale dell'"impero", cioè l'Assiria propriamente detta (la valle del Tigri tra Ekallatum e Assur, fino al nord del cosiddetto "triangolo assiro"). Gli scribi neo-assiri cercarono poi "dotte giustificazioni" per correggere l'onta dell'usurpazione di Shamshi-Adad e la cosiddetta Lista reale assira, nella sua prima parte, risulta inattendibile proprio nel suo tentativo di legittimarne l'operato.
Il Bronzo medio è una fase documentalmente piuttosto ricca, in particolare per gli archivi di Mari. La corrispondenza di Mari permette di istituire un sincronismo tra la morte di Shamshi-Adad e il XVII o XVIII anno di regno di Hammurabi di Babilonia. In questo modo, la cronologia assira e quella babilonese si collegano. La prima, fondata sulla Lista reale assira, di cui esistono tre versioni, tutte di epoca neo-assira, se offre molte certezze per il I millennio a.C., risulta molto più labile per il periodo da Ishme-Dagan I e Assur-nirari I.

## Origini
Originariamente era un capo tribale, figlio di Ila-kabkabi e membro di una famiglia impegnata a controllare la zona dell'alto Khabur contro Yaggid-Lim di Mari e, in seguito, contro Ipiq-Adad di Eshnunna. Shamshi-Adad e gli altri capitribù dovettero poi rifugiarsi a Babilonia, dove avevano appoggi politici in chiave anti-Eshnunna. Il loro deciso ingresso nella movimentata scena politica dell'epoca avviene da un centro marginale, Ekallatum.
Shamshi-Adad conquistò in seguito numerose città assire: dopo Ekallatum, dalla quale combatte contro Dadusha di Eshnunna, fu la volta di Assur, sul cui trono subentrò a Erishum, e Ninive, dove ricostruì il tempio di Ishtar. Affidò quindi al figlio, Ishme-Dagan I, la reggenza dell'Assiria e si installò in una nuova capitale, Shubat-Enlil (oggi Tell Leilan), fondata su un centro precedentemente senza importanza (Shekhna), a est del "triangolo del Khabur", con lo scopo di controllare i rapporti tra Assiria e Alta Mesopotamia.
Shamshi-Adad conquistò anche Mari, mettendo in fuga il suo re, Yakdhun-Lim, il quale trovò riparo dall'ex avversario, il regno di Yamkhad, certamente allertato dall'espansione di Shamshi-Adad. A Yasmakh-Addu (Iasmah-Adad), altro suo figlio, Shamshi-Adad affidò la reggenza di Mari, ma con lui ebbe sempre rapporti conflittuali.

## Il tentativo imperiale di Shamshi-Adad

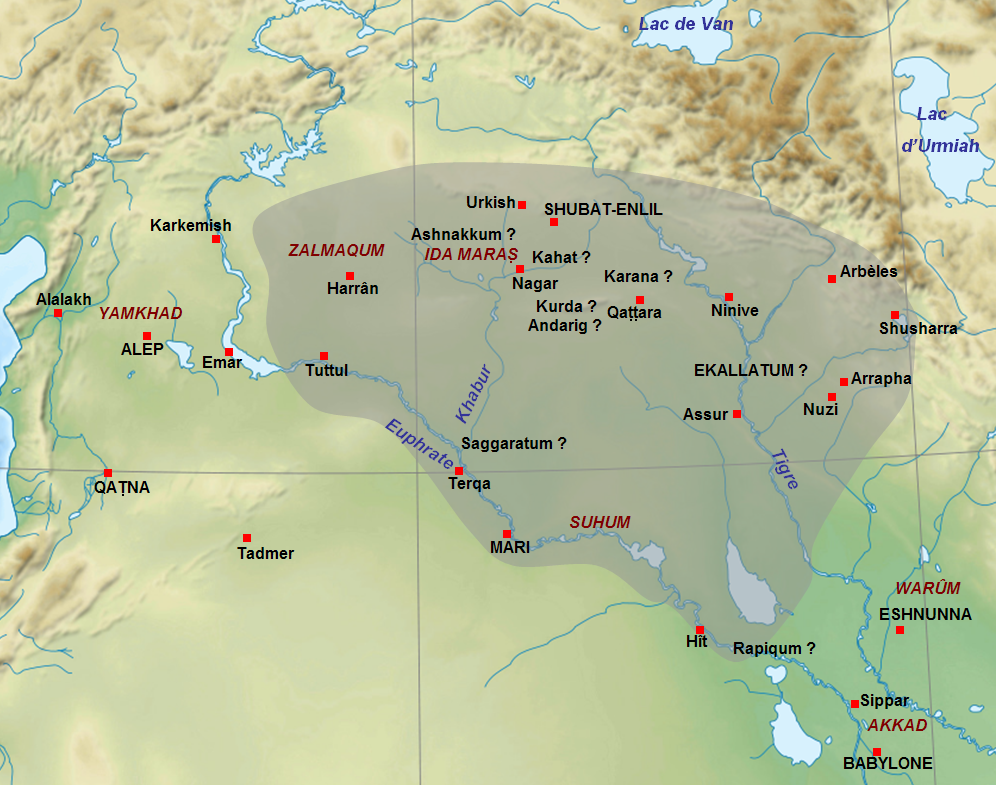
Estensione approssimativa del dominio di Shamshi-Adad poco prima della sua morte.

La repentina costituzione imperiale operata da Shamshi-Adad lo costringe a mantenere un perenne stato di allerta per evitare di perdere le posizioni acquisite: "troppo brusco e ambizioso era stato il passaggio dal frazionamento politico (basato sui tradizionali centri cittadini) all'unificazione «imperiale» (basata sulla mobilità e l'ampiezza di orizzonti dell'elemento tribale)", nelle parole di Mario Liverani. A nord eredita l'antica pressione dei montanari dei Monti Zagros, in particolare dei Turukku. Su questo fronte, il re riesce in parte a rimettere in sesto l'antico sistema commerciale che risaliva fino al karum di Kanesh, in Cappadocia (stoffe, metalli). A sud-est il regno di Shamshi-Adad è in contatto con Eshnunna, in questa fase compressa dall'espansione dell'Elam, e Babilonia, centro in forte espansione e destinato ad egemonizzare la Bassa Mesopotamia. A ovest, invece, la situazione è più frammentata: avversario di Shamshi-Adad è il solido regno di Yamkhad, con Yarim-Lim, ma diversi regni posti in Siria, come Karkemish e Qatna, sono alleati di Shamshi-Adad proprio in chiave anti-Yamkhad. Esistono poi, tra Shubat-Enlil, Mari e Karkemish, altre formazioni minori, subordinate a Shamshi-Adad in varie forme e che costituiscono un presupposto imprescindibile per la ricostruzione dei commerci anatolici.
L'esperienza "imperiale" di Shamshi-Adad si concluse nel sangue. Yasmakh-Addu si sposò con la figlia del re di Qatna e ciò compromise i già tesi rapporti con Yarim-Lim, per cui si finì allo scontro con Yamkhad. Quanto ad Eshnunna, il re Ibal-pi-El aveva nel frattempo trovato una pacificazione con l'Elam, per cui poté volgere la propria potenza contro l'Alta Mesopotamia, finendo per penetrare a fondo nella formazione di Shamshi-Adad. Può darsi che tra Eshnunna e Shamshi-Adad si sia giunti ad un trattato di pace e alleanza, ma di lì a poco si perdono le tracce di Shamshi-Adad, probabilmente scomparso nel tentativo di combattere Yarim-Lim.

### Il modello akkadico
I titoli assunti da Shamshi-Adad danno a intendere il legame del re con il modello stabilito in Sargon di Akkad: "re forte", "re di Akkad".
Di Shamshi-Adad si ricorda una spedizione che egli fece per raggiungere il Mediterraneo, fino in Libano, analogamente a quanto fatto da Yakhdun-Lim, quasi a imitazione dei re di Akkad e certamente con una velleitaria aspirazione al dominio universale sulle quattro parti del mondo, anche se era ben noto che al re mancasse del tutto il controllo su Sumer. Tanto la suggestione akkadica quanto il soggiorno a Babilonia possono aver determinato una sorta di ascendente babilonese sull'Assiria nel periodo di Shamshi-Adad. Per quanto gli storici individuino Shamshi-Adad come un re assiro, egli non doveva pensarsi tale, anche se, durante il suo regno, venne adottato il sistema assiro di datazione, secondo gli eponimi di Assur.
Shamshi-Adad rappresenta un passaggio significativo nella progressiva "esplosione" dell'Assiria, regione che fino ad allora era rimasta ai margini rispetto al protagonismo politico-militare delle formazioni sorte in Akkad e Sumer: si deve a Ilushuma una prima velleitaria penetrazione fino in Sumer, ma è solo con Shamshi-Adad che si assiste alla formazione di un organismo realmente articolato, per quanto di breve durata.

### Shamshi-Adad nellaLista reale assira
Gli scribi neo-assiri hanno prodotto la cosiddetta Lista reale assira, che copre un periodo lungo duemila anni. Alla lista dei primi diciassette re, che "abitavano in tende", segue una lista in cui la serie è ribaltata, cioè corre di figlio in padre: tale lista, di sapore ideologico, serviva proprio per connettere Ila-kabkabi, padre di Shamshi-Adad, ai re che "abitavano in tende" (Ushpia e il figlio di questi, Apiashal), in modo che Shamshi-Adad, usurpatore, ne risultasse legittimato. "Questa sistemazione in generale risente della temperie politico-culturale dell'età amorrea (con le sue genealogie gentilizie dei capi tribali)".